# Alexandre de Séjournet de Rameignies
Alexandre Louis Joseph de Séjournet (Blicquy, 25 oktober 1748 - Ramegnies, 22 maart 1838) was een Zuid-Nederlands edelman.

## Levensloop
Afstammeling van een familie van notabelen uit de streek van Aat, was Alexandre de zoon van Louis-Phiilippe de Séjournet en van Anne-Marie de la Catoire. Hij was de laatste die zich onder het ancien régime heer van Cantaraine en Quesnoit kon noemen.
Hij trouwde achtereenvolgens in:
- 1779 in Aat met Barbe du Corron (1753-1790);
- 1791 in Blicquy met Colette de Roisin (1768-1798);
- 1798 in Rameignies met Clotide de la Catoire (1768-1818).

De laatste echtgenote bracht de titel van de vroegere heerlijkheid Rameignies mee, die de bruidegom aan de familienaam toevoegde: de Séjournet de Rameignies.
In 1816, ten tijde van het Verenigd Koninkrijk der Nederlanden, werd hij erkend in de erfelijke adel en benoemd in de Ridderschap van Henegouwen. In 1822 verkreeg hij de titel baron, overdraagbaar bij eerstgeboorte. Hij werd burgemeester van Ramegnies en lid van de Provinciale Staten van Henegouwen.
Zoon uit zijn eerste huwelijk was Victor de Séjournet de Rameignies (1798-1881), die trouwde met Eléonore de Saint-Loup (1797-1880). Ze kregen zes kinderen, van wie er afstammelingen zijn tot heden.
Zoon uit het derde huwelijk was Alexandre de Séjournet (1801-1868). Hij trouwde met Ludwine Liégeois (1801-1861). Hij werd burgemeester van Tourpes en luitenant-kolonel van de Burgerwacht in Quevaucamps. Onder hun vier kinderen was er senator Oscar de Séjournet de Rameignies (1841-1926), burgemeester van Tourpes. Met hem doofde deze familietak uit.